# La Crosse (Washington)
La Crosse è un comune degli Stati Uniti d'America, situato nello Stato di Washington, nella Contea di Whitman.